# Michael Blomqvist
Michael Blomqvist, född 20 september 1976, är en svensk musiker (gitarr, sång, slagverk) samt röstskådespelare.

## Biografi
Blomqvist är bland annat den svenska rösten till Blaze i Blaze och monstermaskinerna, Kapten Man/Ray i Kid Danger och Danger Force, Migo i Smallfoot, Nasse i Nalle Puh, Sportacus i Lazy Town och Milo i Tweenies. Han har medverkat i husband i svenska Idol, Allsång på Skansen, Let’s Dance, Idrottsgalan och turnerat med artister som GES, Björn Skifs, Tommy Körberg, Måns Zelmerlöw, Alcazar, Jerry Williams, Carola, E-type. 
Blomqvist har även varit medlem i och chef för huskören i melodifestivalen 2002–2004 och 2007–2008 och vunnit Eurovision som körsångare bakom Måns Zelmerlöw i Wien 2015 med låten ”Heroes”. 
Blomqvist var med i svenska versionen av musikalen ”Mamma Mia!” på Cirkus i Stockholm 2005–2006 och i Scandinavium i Göteborg 2007. Han medverkar även som körsångare på soundtracket till den första ”Mamma Mia!”-filmen. 
Mellan 2016–2020 medverkade han som gitarrist och sångare i originalversionen av ”Mamma Mia the Party” på Tyrol i Stockholm.

## Dubbningsinsatser i urval
- LazyTown - Sportacus
- Nasses stora film - Nasse
- Mina vänner Tiger och Puh - Nasse
- Pepper Ann - Milo
- Lady och Lufsen II: Ludde på äventyr - Ludde
- Nalle Puh - Vårkul med Ru - Nasse
- Musses jul i Ankeborg - Max (endast sångröst)
- Tweenies - Milo
- Puhs film om Heffaklumpen - Nasse
- Nalle Puhs film - Nya äventyr i Sjumilaskogen - Nasse
- Blaze och monstermaskinerna - Blaze
- Thomas och vännerna - Bill och Ben
- Top Wing - Björn Robinson
- Christoffer Robin & Nalle Puh - Nasse
- Smallfoot - Migo
- Spider-Man: Into the Spider-Verse - Peter B. Parker / Spider-Man
- Ricky Zoom - Hank Zoom och Steel Awesome
- Henry Danger - Ray Manchester / Kapten Man
- Danger Force - Ray Manchester / Kapten Man
- Star Trek: Prodigy - Jankom Pog